# Weezes flygplats
Weezes flygplats eller Niederrheins flygplats (IATA: NRN, ICAO: EDLV) är en internationell flygplats placerad i det lilla samhället Weeze i regionen Niederrhein i Nordrhein-Westfalen i västra Tyskland. Flygplatsen ligger cirka 30 km från Nijmegen i Nederländerna och cirka 80 km norr om Düsseldorf. Düsseldorf nås genom A57. 

## Historik
Flygplatsen är uppbyggd på Royal Air Force nedlagda flygbas RAF Laarbruch. Efter nedläggningen av den militära verksamheten 1999 öppnades flygplatsen 2003 för civilflyg. Flygplatsen används idag endast av charter och lågprisflyg.
Flygplatsen har genomgått en rad namnändringar. Man ville först döpa den efter Düsseldorf, men då det redan fanns tre internationella flygplatser närmare Düsseldorf, förbjuds det av en domstol som tyckte det skulle vara förvirrande för passagerarna. Flygbolagen som använder flygplatsen kallar den för Düsseldorf Weeze.

## Reguljära destinationer och flygbolag
| Flygbolag        | Destinationer |
| ---------------- | --- |
| Nouvelair        | Monastir |
| Pegasus Airlines | Antalya |
| Ryanair          | Alghero, Alicante, Almeria, Ancona, Bari, Berlin-Schönefeld, Beziers, Birmingham, Bologna, Bratislava, Bydgoszcz, Cagliari, Edinburgh, Faro, Fèz, Gdansk, Girona, Glasgow-Prestwick, Göteborg-City, Ibiza, Krakow, Lamezia Terme, Lanzarote, Las Palmas de Gran Canaria, Villmanstrand [startar 1 april], London-Stansted, Málaga, Marrakech, Milan-Orio al Serio, Oslo-Rygge [startar 28 mars], Oslo-Torp, Palma de Mallorca, Pisa, Porto, Reus, Riga, Rome-Ciampino, Santander, Sevilla, Stockholm-Skavsta, Teneriffa-Södra, Trapani, Valencia, Valladolid, Växjö, Venice-Treviso, Wroclaw, Zadar |
| SunExpress       | Antalya |
| Transavia.com    | Heraklion [säsong] |
| Wizz Air         | Budapest, Katowice [startar 13 juni], Bucharest-Băneasa [startar 26 juni], Cluj-Napoca [startar 28 juni] |

## Evenemang
Från 2000 till 2003 hölls festivalen Bizarre-Festival på det som tidigare var Royal Air Forces område (det sista året under namnet Terremoto). Sedan 2004 arrangeras festivalen Q-Base på området.